# Гровер (округ Марінетт. Вісконсин)
Гровер (англ. Grover) — місто (англ. town) в США, в окрузі Марінетт штату Вісконсин. Населення — 1731 особа (2020).

## Демографія
Згідно з переписом 2010 року, у місті мешкало 1768 осіб у 687 домогосподарствах у складі 506 родин. Було 763 помешкання
Расовий склад населення:
| - 97,3 % — білих - 0,8 % — чорних або афроамериканців - 0,3 % — азіатів - 0,2 % — корінних американців |

До двох чи більше рас належало 0,7 %. Частка іспаномовних становила 0,8 % від усіх жителів.
За віковим діапазоном населення розподілялося таким чином: 22,4 % — особи молодші 18 років, 63,9 % — особи у віці 18—64 років, 13,7 % — особи у віці 65 років та старші. Медіана віку мешканця становила 42,0 року. На 100 осіб жіночої статі у місті припадало 109,2 чоловіків;  на 100 жінок у віці від 18 років та старших — 111,4 чоловіків також старших 18 років.
Середній дохід на одне домашнє господарство  становив 63 966 доларів США (медіана — 61 667), а середній дохід на одну сім'ю — 65 296 доларів (медіана — 64 821). Медіана доходів становила 44 097 доларів для чоловіків та 34 286 доларів для жінок. За межею бідності перебувало 9,5 % осіб, у тому числі 15,4 % дітей у віці до 18 років та 8,2 % осіб у віці 65 років та старших.
Цивільне працевлаштоване населення становило 843 особи. Основні галузі зайнятості: виробництво — 38,3 %, освіта, охорона здоров'я та соціальна допомога — 18,9 %, сільське господарство, лісництво, риболовля — 9,4 %, будівництво — 8,8 %.